# مصنوع (تطوير البرمجيات)
المصنوع (الجمع: المصنوعات) هي الأنواع العديدة من المنتجات الثانوية الملموسة التي تُنتج أثناء تطوير البرمجيات. تساعد بعض العناصر (مثل حالات الاستخدام ومخطط الفئة ونماذج لغة النمذجة الموحدة (UML) والمتطلبات ووثائق التصميم) في وصف وظيفة البرنامج وبنيته وتصميمه. وبعض المصنوعات الأخرى تُعنى بعملية التطوير نفسها، مثل خطط المشاريع، وحالات العمل، وتقييمات المخاطر.